# سان ماتیو (کالیفرنیا)
سان ماتیو (به انگلیسی: San Mateo) شهری در شهرستان سن ماتئو، کالیفرنیا ایالت کالیفرنیا است که در سرشماری سال ۲۰۱۰ میلادی، ۹۷۲۰۷ نفر جمعیت داشته است.